# George Michael de Vietinghoff
George Michael Baron von Vietinghoff genannt Scheel auch Georg, Vittinghoff, Wietinghoff oder Wittinghoff, (französisch Georges Michel de Vittinghoff nommé Schele; * 11. Junijul. / 22. Juni 1722greg. in Beckhof bei Frauenburg; † 21. September 1807 in Versailles) war ein französischer Generalleutnant.

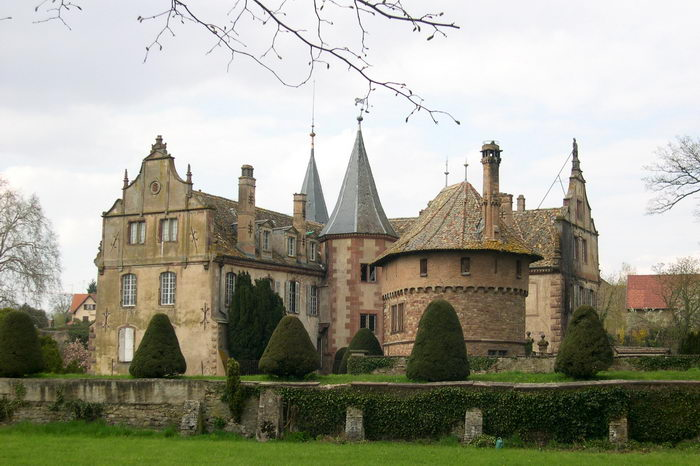
Schloss Osthoffen

## Leben
George Michael war Angehöriger einer kurländischen Linie der Barone von Vietinghoff. Seine Eltern waren der kurländischer Kammerjunker sowie Erbherr auf Beckhof und Eichshof, Friedrich Casimir von Vietinghoff gen. Scheel (1672–1735) und Anna Dorothea Margaretha von Wrangel (1678–1730).
Er trat in französische Dienste und bewohnte das Schloss Osthoffen im Elsass. Im Jahre 1778 bekleidete er den Rang eines Mestre de camp. Er wurde am 1. März 1780 Maréchal de camp und avancierte am 20. Mai 1792 zum Lieutenant-général.
Er war Ritter der Ehrenlegion und Träger des Großkreuzes der Ordre royal et militaire de Saint-Louis.
Aus seiner Ehe mit Salome von Wolff gen. Lüdinghausen sind fünf Kinder hervorgegangen.